# لينوس تشالوي
لينوس تشالوي (بالإنجليزية: Linos Chalwe)‏ (مواليد 17 سبتمبر 1980) لاعب كرة قدم زامبي دولي يجيد اللعب في خط الهجوم . يلعب حاليا لصالح نادي باي يونايتد الجنوب الأفريقي منذ سنة 2008 .

## روابط خارجية
- لينوس تشالوي على موقع قاعدة بيانات كرة القدم.إي يو (الإنجليزية)
- لينوس تشالوي على موقع ناشيونال فوتبول تيمز (الإنجليزية)